# 김수민 (1953년)
김수민(金秀敏, 1953년 ~)은 검사장 출신으로 국가정보원 2차장을 역임한 법조인이다.

## 생애
1953년 부산광역시에서 태어난 김수민은 경기고등학교와 성균관대학교를 졸업하고 1980년 6월 제22회 사법시험에서 합격하여 1985년 8월 부산지방검찰청 검사에 임용되었다. 이명박의 다스 횡령 사건과 관련하여 이명박 대통령 당선자에 대한 특별검사를 했던 정호영은 "특별검사의 수사대상사건으로 수사가 종료되지 않은 2조 6호 사건(디지털미디어센터(DMC)부지 관련사건)은 특검법 9조 5항에 따라 관할 검사장인 서울서부지방검찰청 검사장에게 인계했다"고 하여 김수민이 국가정보원 정무직 공무원으로 재직하고 있을 때 과거 검사장 재직 시절 문제가 논란이 되었다.

## 경력
- 대구지방검찰청 경주지청 검사
- 서울지방검찰청 서부지청 검사
- 대검찰청 검찰연구관
- 1993년 9월 창원지방검찰청 충무지청장
- 1995년 9월 대한민국 법무부 공보관
- 1998년 8월 사법연수원 교수
- 2000년 7월 서울지방검찰청 형사 제5부장검사
- 2001년 6월 ~ 2002년 2월 제4대 대구지방검찰청 포항지청장
- 2003년 3월 부산지방검찰청 제2차장검사, 춘천지방검찰청 차장검사
- 2004년 6월  서울중앙지방검찰청 제1차장검사
- 2005년 4월 대구고등검찰청 차장검사, 서울중앙지방검찰청 제2차장검사,
- 2005년 대한민국 법무부 보호국장
- 2007년 서울서부지방검찰청 검사장
- 2008년 3월 부산지방검찰청 검사장
- 2009년 1월 ~ 2009년 7월 제26대 인천지방검찰청 검사장
- 2009년 9월 법무법인 영진 대표 변호사
- 2014년 2월 제6회 전국동시지방선거 선거방송심의위원회 위원장
- 2014년 7월 ~ 2016년 2월 국가정보원 제2차장
- 법무법인 민주 고문변호사